# Marcin Dzieński
Marcin Dzieński, né le 22 janvier 1993 à Tarnów en Pologne, est un grimpeur polonais, spécialisé dans la vitesse. 

## Palmarès

### Championnats du monde
- 2016 à Paris,  France
  -  Médaille d'or

### Coupe du monde
- 2014
  -  Médaille de bronze
- 2013
  - 5e place

### Championnats d'Europe
- 2013 à Chamonix,  France
  -  Médaille d'argent
- 2015 à Chamonix,  France
  -  Médaille de bronze
- 2017 à Campitello di Fassa,  Italie
  -  Médaille d'or
- 2020 à Moscou,  Russie
  -  Médaille de bronze
- 2022 à Munich,  Allemagne
  -  Médaille d'argent

### Jeux européens
- 2023 à Tarnów
  -  Médaille de bronze en vitesse